# Çiğdem Akyol

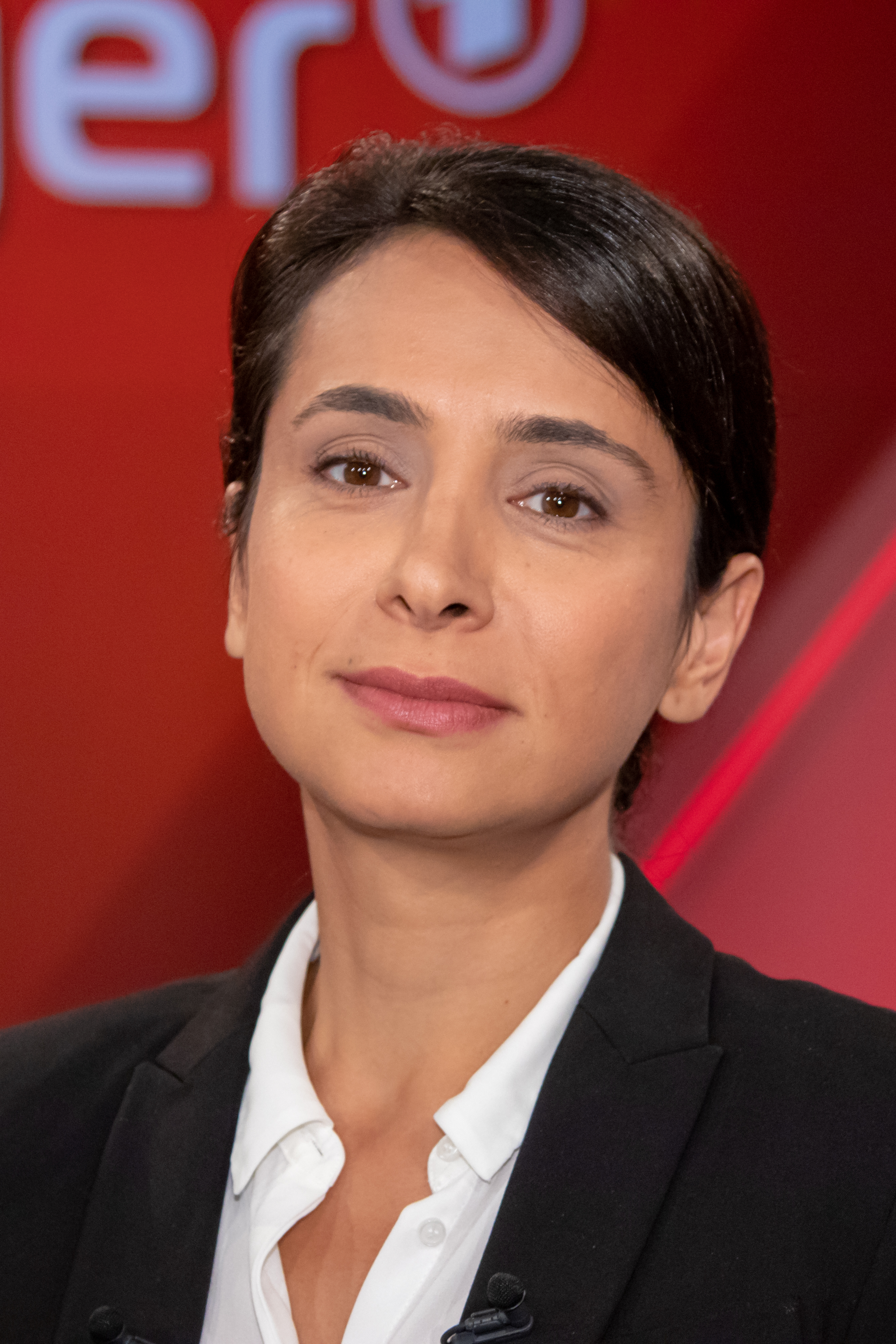
Çiğdem Akyol (2018)

Çiğdem Akyol (* Oktober 1978 in Herne) ist eine deutsche Journalistin und Autorin.

## Leben und berufliche Entwicklung
Akyols Eltern kamen 1973 als Arbeitsmigranten aus der Türkei ins Ruhrgebiet nach Herne. Akyol wuchs in Herne auf und besuchte dort das Haranni-Gymnasium. 1998 schloss sie ihr Abitur ab und studierte anschließend Völkerrecht und osteuropäische Geschichte an der Universität zu Köln.
Danach besuchte sie die Berliner Journalisten-Schule. Sie arbeitete von 2006 bis 2014 als Journalistin bei der taz, für die sie oft aus dem Ausland berichtete. 2014 nahm sie eine zeitlich befristete Stelle der DPA in Istanbul an. Nach deren Abschluss blieb sie zunächst in Istanbul und arbeitete dort als freie Journalistin und Autorin. Seit 2016 lebt und arbeitet sie in der Schweiz, seit September 2019 als Politikredakteurin bei der Zeitung WOZ Die Wochenzeitung.
2024 veröffentlichte Akyol mit Geliebte Mutter – Canım Annem ihren ersten Roman, in dem sie die Geschichte einer türkischen Einwanderfamilie beschreibt.

## Nominierungen und Auszeichnungen
- 2015: Generation Erdoğan wurde in Österreich zum Wissenschaftsbuch des Jahres nominiert.[5]
- 2016: Erdogan: Die Biografie. wurde für den NDR Kultur Sachbuchpreis nominiert.[6]

## Werke
- Generation Erdogan. Die Türkei – ein zerrissenes Land im 21. Jahrhundert. Kremayr & Scheriau, 2015, ISBN 978-3-218-00969-0.
- Erdogan: Die Biografie. Herder, München 2016, ISBN 978-3-451-32886-2.
- Die gespaltene Republik. Die Türkei von Atatürk bis Erdoğan, S. Fischer 2023, Frankfurt a. M. April 2023, ISBN 978-3-10-397138-5
- Geliebte Mutter – Canım Annem. Steidl, 2024, ISBN 9783969994023 (Roman)